# Tewan Liptapallop
Tewan Liptapallop (aussi orthographié Tewan Liptapanlop ou Thewan Liptapallop ; thaï : เทวัญ ลิปตพัลลภ) est un homme politique thaïlandais né le 29 décembre 1959 dans la province de Ratchaburi. 

## Parcours politique
Il débute sa carrière politique en étant élu député, pour le Parti de l'Unité de la Justice (en), dans la 1re circonscription de Nakhon Ratchasima, lors des élections législatives de mars 1992. Il retrouve son siège en 2001, cette fois-ci candidat pour le Développement national (DN). Il devient membre du Thai Rak Thai (TRT) en 2004 lorsque le DN se dissous pour fusionner avec le TRT. Son éligibilité à la vie politique est révoquée ensuite pour cinq ans en 2007 pour avoir été membre du comité exécutif du TRT.
En 2018, Tewan Liptapallop rejoint de nouveau le Développement national. Il est élu chef du parti en août de la même année. À la suite des élections législatives de 2019, il retrouve un siège à la Chambre des représentants, cette fois-ci en tant que député de liste. Il rentre par la suite, en juillet 2019, dans le second gouvernement de Prayut Chan-o-cha en tant que ministre auprès du Cabinet du Premier ministre, jusqu'à sa démission en 2020,.
En 2022, il quitte le poste de chef du DN, mais devient secrétaire général à l'issue du changement de nom du parti, le Parti national du développement audacieux (PNDA).
En septembre 2023, il est nommé conseiller auprès du Premier ministre Srettha Thavisin, puis garde son poste lorsque Paethongtarn Shinawatra accède ensuite au pouvoir. Celle-ci la nomme ensuite vice-ministre de l'Éducation au sein de son gouvernement à la suite d'un remaniement en juin 2025.